# 呼和浩特职业技术大学
呼和浩特职业技术大学是位于呼和浩特的一所全日制公办本科职业高等学校，创建于2002年，学院设公主府（现已归为呼和浩特民族学院所有）、目前仅罗家营校区。